# Paweł Spisak
Paweł Spisak (né le 29 septembre 1981) est un cavalier polonais de concours complet d'équitation de niveau international.

## Palmarès
- Participation aux Jeux olympiques de Londres (Royaume-Uni)
- Participation aux Jeux olympiques de Pékin (Chine)
- Participation aux Jeux olympiques de Athènes (Grèce)